# Thomasomys taczanowskii
Thomasomys taczanowskii es una especie de roedor de la familia Cricetidae.

## Distribución geográfica
Se encuentra solo en Perú.